# Grabovac (Čeminac)
Grabovac (ungarisch: Albertfalu, serbisch: Грабовац, deutsch: Albertsdorf) ist eine Ortschaft in der Gemeinde Čeminac in der kroatischen Gespanschaft Osijek-Baranja mit 872 Einwohnern (2021).

## Geographie
Der Ort liegt in der Donauebene, nördlich von Osijek und östlich der Europastraße 73. Im Umkreis liegen die Ortschaften Mitrovac (NW), Sokolovac (NO), Lug (SO) und Čeminac (W).
Die Donau hat in der Ebene mit ehemaligen Flussschleifen ihre Spuren hinterlassen. Westlich des Ortes erstreckt sich der Wald Kozaračka Šuma bis nach Čeminac.